# Burg Schlossberg (Seefeld in Tirol)
Die Burg Schlossberg ist eine abgegangene Zollburg in der Gemeinde Seefeld in Tirol im Bezirk Innsbruck-Land von Tirol.

## Geschichte der Burg
Nach dem Tod des letzten Andechser Otto II. und seines ohne männliche Erben verstorbenen Nachfolgers Graf Albert III. von Tirol fielen bei der nächsten Erbteilung 1263 zwischen Graf Meinhard I. von Görz und Graf Gebhard VI. von Hirschberg letzterem die Gebiete nördlich des Inns zu, darunter auch das castrum Slozperch. Da diese Burg als im Eigentum der Andechser stehend bezeichnet wurde, ist ihre Entstehung in der Zeit vor 1248 anzunehmen. Bereits 1281 (und damit vor dem offiziellen Übergang der Hirschberger Besitzungen an Graf Meinhard II., dem Sohn von Meinhard I.) erscheinen hier görz-tirolische Ministerialen. Albert und Rüdiger, Söhne des Eberlins von Schlossberg und Enkel des Konrad von Schlossberg, werden hier mit der erblichen Burghut betraut. Diese Familie zählte zu den Herren von Eben bei Inzing. Die Familie starb mit Rüdiger von Eben aus, nannte sich aber auch nach Verlust der Burghut von Schlossberg. Gegen Ende des 13. Jahrhunderts wurde die Burg weiter ausgebaut, wie das durch diverse Rechnungen belegt ist. 1284 war sie von den Grafen von Eschenlohe an die Grafen von Tirol übergegangen und bildete die Grenzbefestigung zur Grafschaft Werdenfels.
Auch die kirchliche Aufteilung folgte dieser Grenze: Scharnitz gehörte zum Bistum Freising, Seefeld und Oberleutasch zum Bistum Brixen. Dennoch versuchte die Grafschaft Werdenfels, unter Berufung auf die Bistumsgrenzen von 1060 und spätere, einseitige Grenzbeschreibungen, Gebietsansprüche bis an den Ortsrand von Seefeld aufrechtzuerhalten. Das Ziel Tirols war dagegen, die Landesgrenze zum strategisch wichtigen Scharnitzpass hin zu verschieben.
Im Jahr 1297 ist mit Ullin Schlossberger (Hueli der Slospergar) ein Zweig des Geschlechts mit Besitzungen in Tisens im Südtiroler Burggrafenamt urkundlich bezeugt. 1314 wird als Inhaber der Seefelder Burghut Hildebrand Perchtinger aus Sistrans genannt. Von diesem ging die Burghut 1317 auf Johannes von Liebenberg über, dann 1319/20 an Heinrich Perchtinger. 1346 wird Heinrich Stöckel als Inhaber der Burghut genannt. Bei Ausbruch des 1335 begonnenen Tiroler Erbfolgekrieges wurde die Burg als wichtige Grenzfeste zusätzlich befestigt und die Kosten dafür durch eine steure nova eingehoben. Trotz dieser Vorkehrungen wurde die Burg 1365 und 1368 durch bayerische Truppen erobert, konnte aber wenig später durch ein tirolisches Aufgebot unter Führung Petermanns von Schenna, Burggraf auf Tirol, zurückerobert werden. Im Schärdinger Frieden von 1369 wird die Burg an die damals noch gemeinsam regierenden Herzöge Albrecht und Leopold von Österreich zurückgegeben.
1376 wird hier Gebhard von Weer als Pfleger erwähnt. 1384–1393 folgte Oswald Milser, der durch die Legende des Hostienwunders von Seefeld bekannt geworden ist. Aus dieser Zeit resultiert auch die volkstümliche Bezeichnung Milser Schlößl für die Burg. 1421 ist hier als Pfleger Hans Ramung nachgewiesen, dann sind hier Hans Erber (1426), Burghard von Windeck (1435) und Mathias Gelter (1444) als Pfleger auf der Burg tätig. Herzog Sigismund verpfändete 1455 Schloßberg an seinen Neffen Ulrich, Graf von Cilli. Dies scheint aber nicht von langer Zeit gewesen zu sein, denn bereits 1460 ist hier der landesfürstliche Pfleger Burghard von Hausen tätig, der die Burg im Auftrag von Sigismund ausbaute. Nach dem Tod des Burghard werden um 1478/80 als Pfleger Pankraz Hahn von Hahnberg, dann Paul Stickl (vor 1481), Simon Pfab (1486/87) sowie Wolfgang von Windeck tätig. Aufgrund eines Erdbebens von 1492 wird die Burg arg beschädigt, worüber der Pfleger Ulrich Hammerspach († 1496) Klage führt.
Am 20. Oktober 1500 ratifizierten Siegmunds Nachfolger Maximilian I. und Fürstbischof Philipp von Freising den im Jahr zuvor abgeschlossenen Vertrag, der die Grenze Tirols bis auf einen Kilometer vor Scharnitz nach Norden verlegte.
Unter dem Nachfolger Hammerspachs, Hans von Zwingenburg, wurden 1510/12 die Brunnenleitung erneuert und Bauschäden ausgebessert. Aber die nächsten Pfleger, Nikolaus Mathias und Peter von Rada, beklagen wieder schwere Mängel. 1547 wurde die Burghut von Christian Schwärzel übernommen, erste unter ihm begonnene Bauarbeiten wurden diese nach einer Unterbrechung von seinem Nachfolger 1560 Alexander Gabelowitsch gen. Sandri fortgesetzt. Während des Einfalles des Kurfürsten Moritz von Sachsen in Tirol war die Burg in einem guten Verteidigungszustand. Die Burg wurde zwar nicht eingenommen, aber das eigene Kriegsvolk hat hier vieles verwüstet. Noch 1560 wurde als neuer Pfleger Martin Fuchs eingesetzt, der wieder eine Menge an Eingaben wegen der Baumängel an die landesfürstliche Kammer macht. Diese enden unter dem nächsten Pfleger, Johann Gwarientis (seit 1569), da Erzherzog Ferdinand von Tirol die Burg 1586 mit allen Besitztümern der Pfarre Seefeld überschreibt. Die Pfarre wurde 1604 dem Augustiner-Eremiten Kloster in Seefeld inkorporiert und auf der Burg war nur mehr ein Wächter wohnhaft.
Nachdem Tirol 1632 vom Hochstift Freising die Erlaubnis erhalten, in der Talenge von Scharnitz eine Befestigung zu errichten, die spätere Porta Claudia, verlor die Burg Schlossberg ihre Bedeutung und verfiel zusehends. 1728 wird sie als völlig ruiniert und unbewohnt bezeichnet. Um 1800 standen noch einige Außenmauern, von denen 1846 nur mehr ein niedriger Rest übrig war, vermutlich weil die umliegenden Bauern die Steine für ihre Behausungen abgeführt hatten. 1911/12 wurde der Rest der Burg abgebrochen und für den Bau der Mittenwaldbahn verwendet.

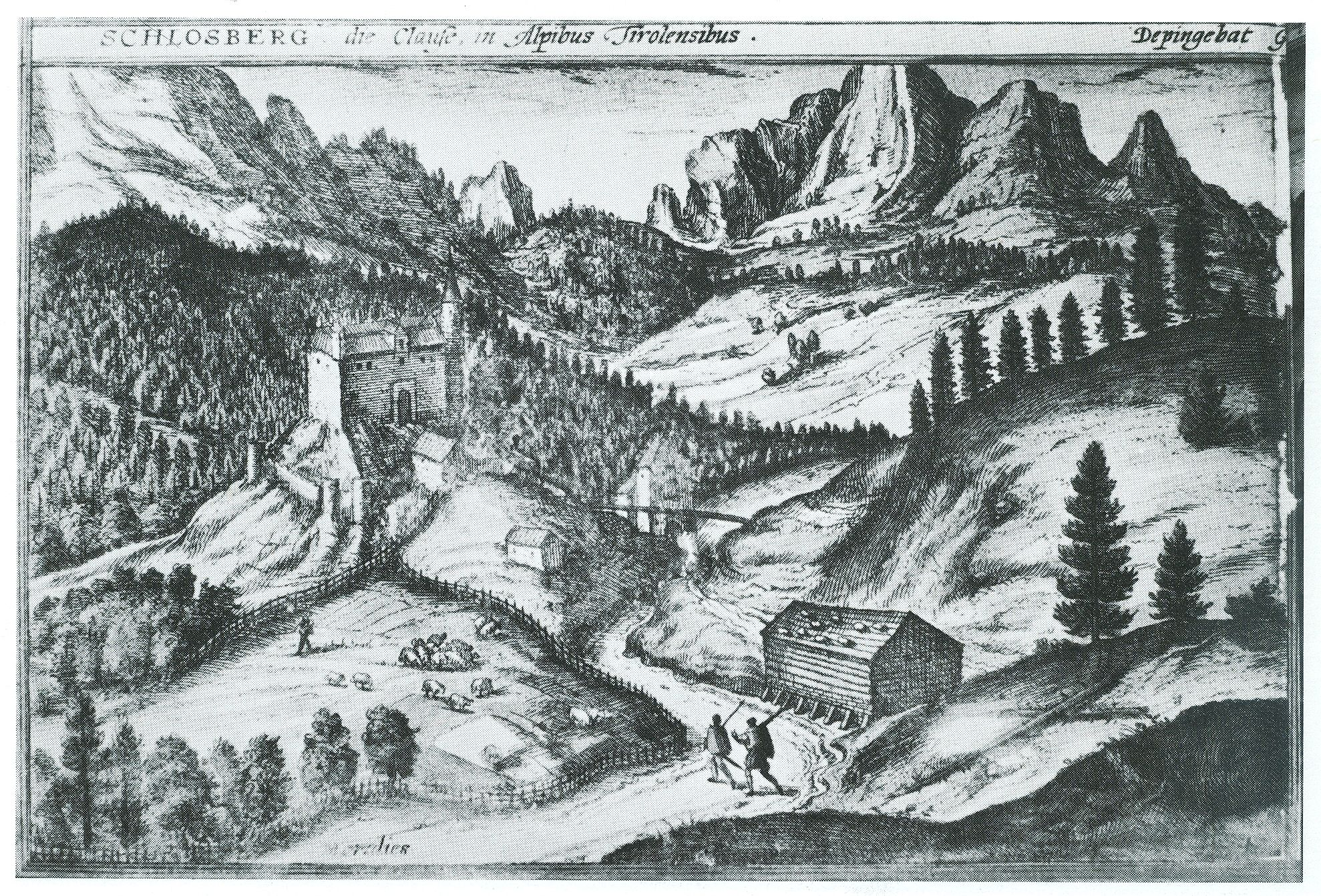
Burg Schlossberg mit Klause von 1590

## Burg Schlossberg heute
Die ehemalige Burg befand sich auf einer nördlich von Seefeld gelegenen, gegen den Drahnbach vorspringenden Rückfallkuppe am Fuße des Hocheggs (Lage). Dort verlief auch die Straße durch die Scharenz, die von alters her die Verbindung zwischen Mittenwald und dem Inntal darstellte. Im nördlichen Vorfeld des Schlossbergs wurde die Steigung dieser Straße 1974 entschärft und der Burghügel vollständig abgegraben. Bei einer damals durchgeführten Notgrabung konnte die Größe der Kernburg aus dem 13. Jahrhundert mit 19,3 × 21,6 m festgestellt werden, die Außenmauern waren 1,25 m stark. Diese war durch zwei Trennwände in drei Längsräume eingeteilt. In der Mitte der Anlage befand sich ein kleiner Hofraum (7 × 5 m). Das Eingangstor lag südseitig und war durch einen Graben geschützt, über den 1549 die Schloßpruggen führte. An den Ecken waren fünfseitige Erker angebracht (Wehrgeschoß). Der Hauptbau war von einem mittelalterlichen Zwinger umgeben (1,2 bis 3,6 m starke Mauern), dessen Südwestecke mit einem Rondell befestigt war. Eine Klausenmauer (Wegsperre) ging von der Ostseite der Burg bis zur unten gelegenen Straße und von dort wieder auf den gegenüberliegenden Hang, wo sie am Fels endete.